# Écaille de tortue (robe de chat)
Pour les articles homonymes, voir Écaille de tortue.

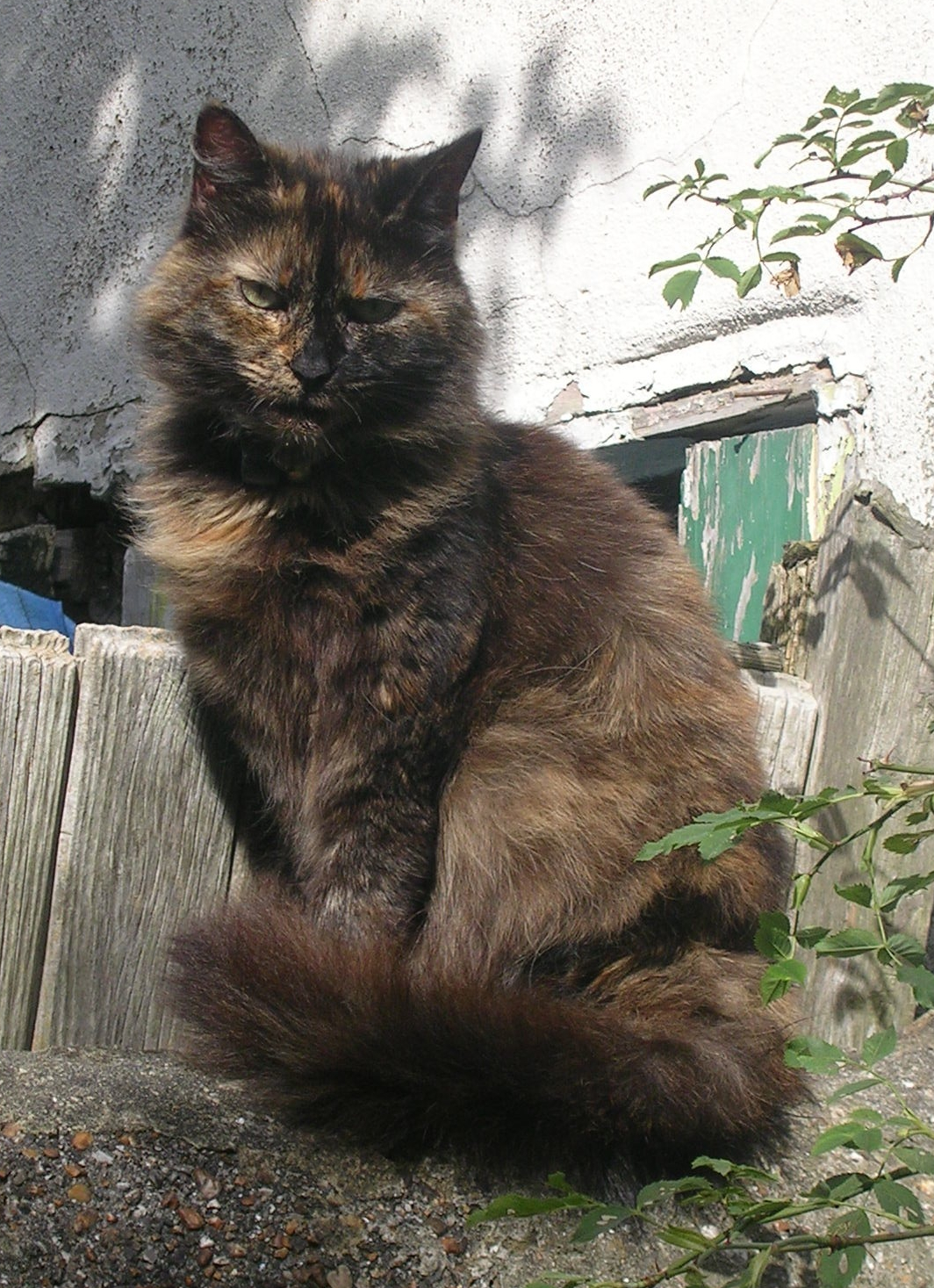
Chatte à la robe écaille de tortue.

Les robes écaille de tortue (ou tortoiseshell) sont définies par la présence à la fois de roux et de noir dans le pelage des chats. Lorsque du blanc est également présent, la robe prend le nom de tricolore (ou isabelle, calico ou chatte d'Espagne / tortoiseshell-and-white). Pour des raisons génétiques, elles sont portées presque exclusivement par les femelles.

## Robes

### Écaille de tortue

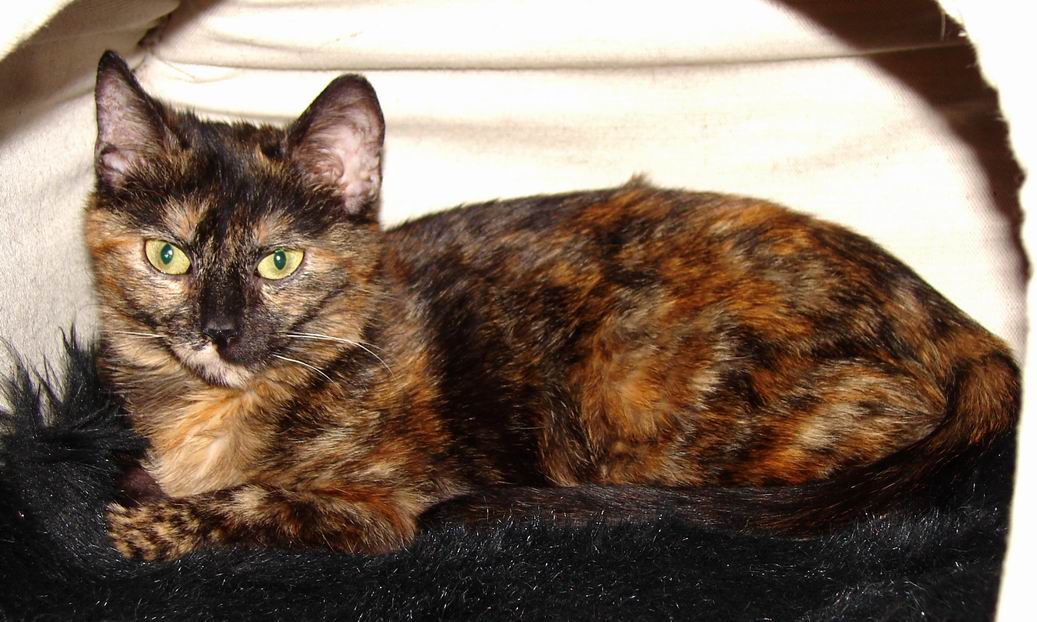
Écaille de tortue.
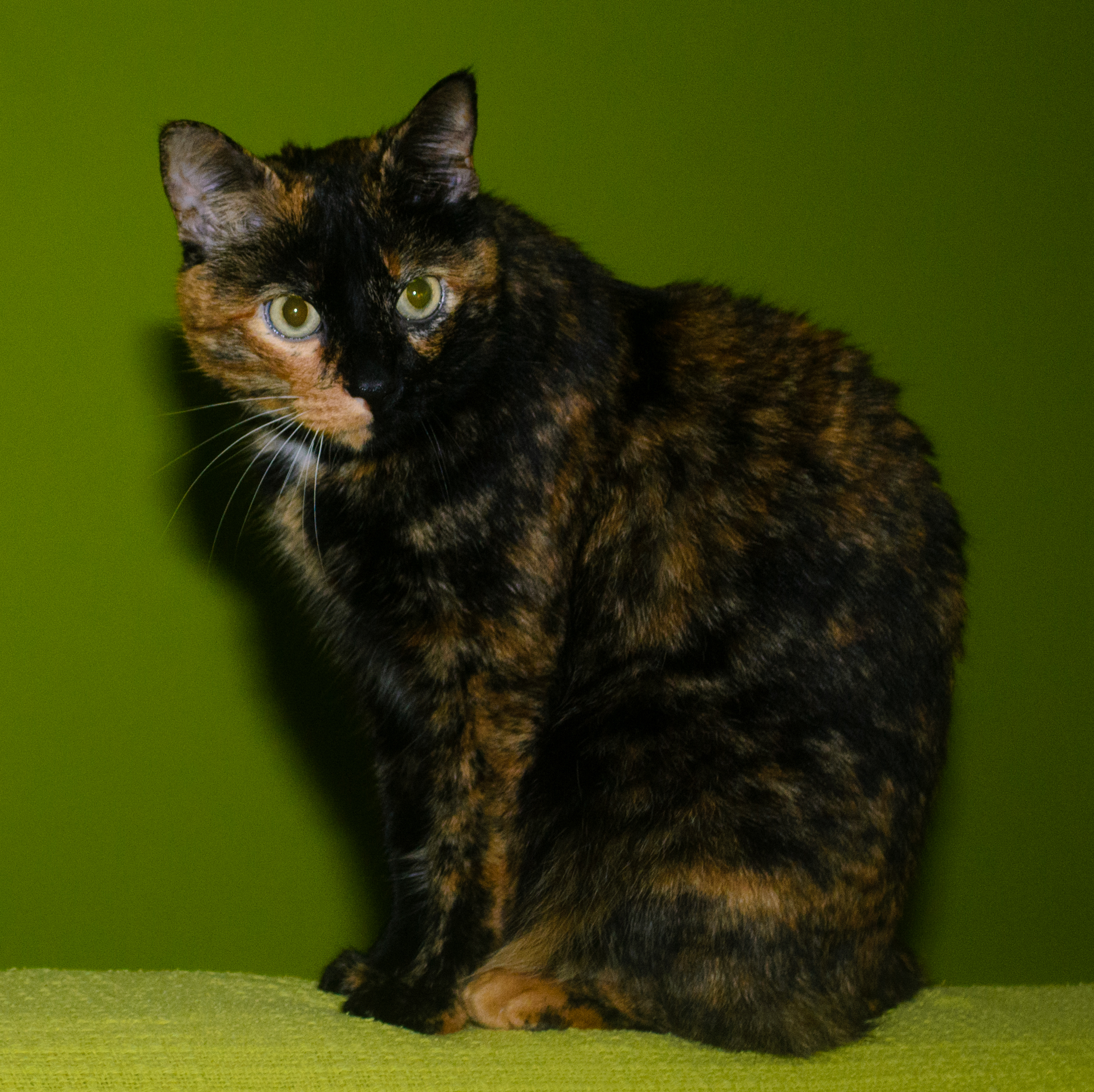
Écaille de tortue foncée.
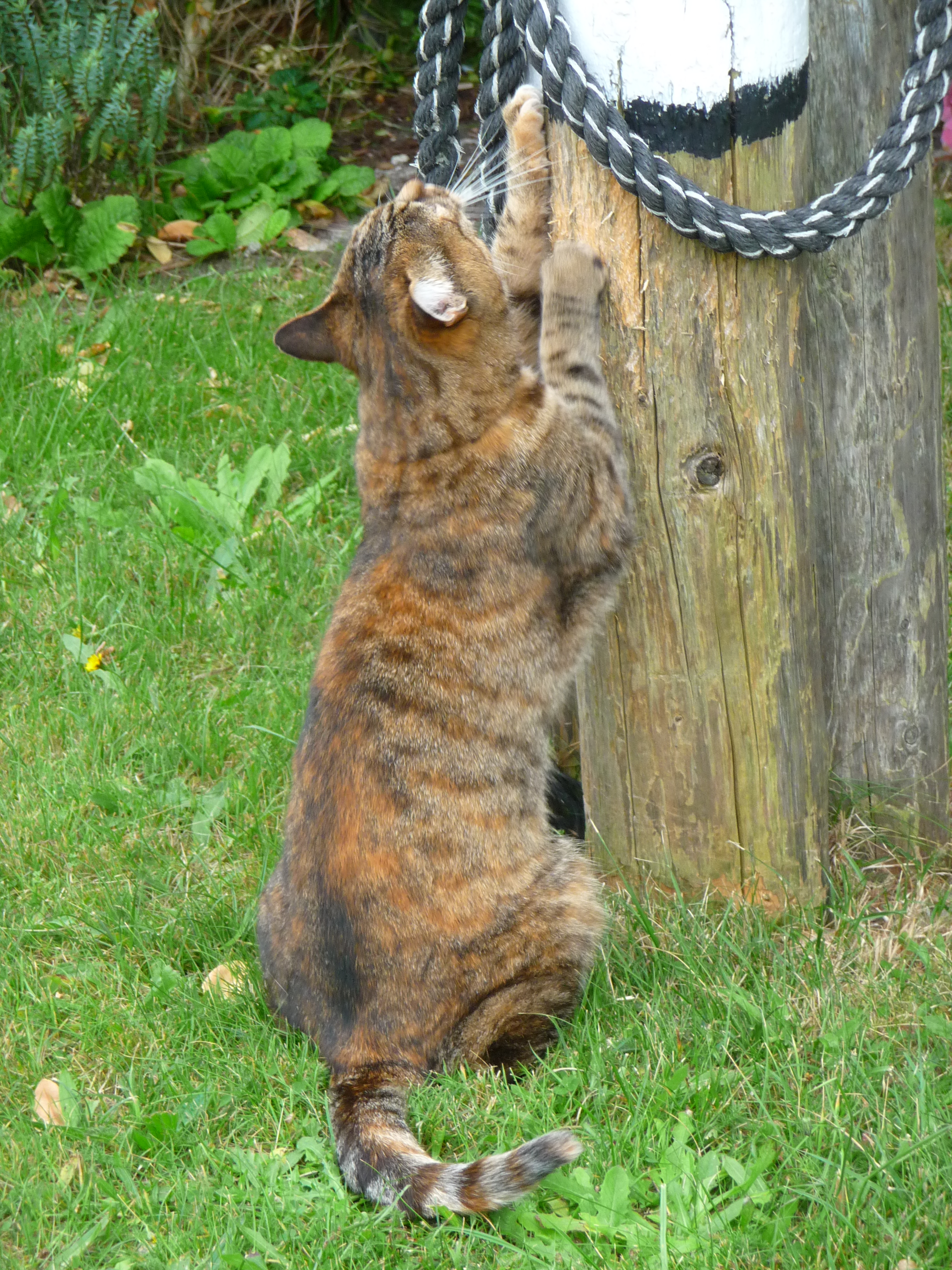
Torbie (écaille et tabby).
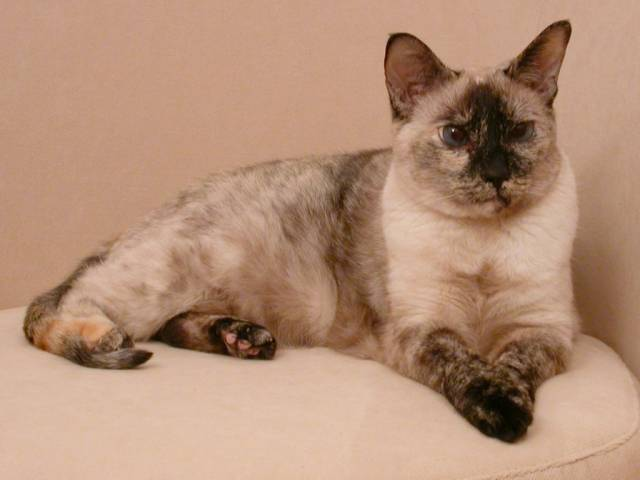
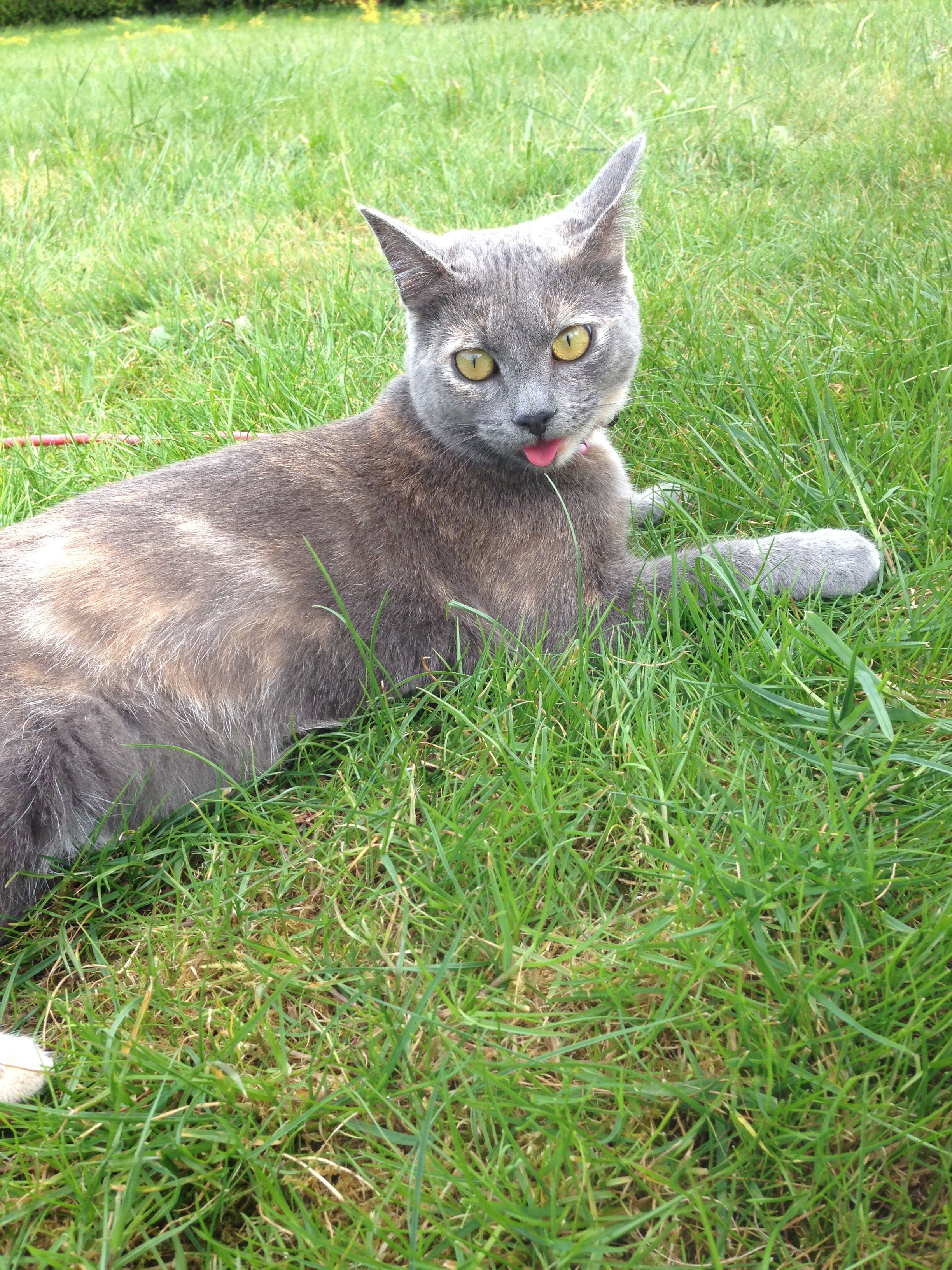
Écaille de tortue diluée.

C’est un mélange de roux (plus ou moins intense) et de noir ainsi que ses dérivés comme le chocolat ou cannelle et ses dilutions comme le bleu. La taille des taches varie d’un semis très fin à de grandes plages.
Les gènes de dilution peuvent modifier les tons, les éclaircissant jusqu’à obtenir des mélanges crème et bleu, lilas ou beige. Parfois les motifs tabbies peuvent apparaître et on dit alors qu'il s'agit d'une robe torbie (contraction de tortie qui signifie écaille de tortue en anglais et tabby). Toutes ces robes ne présentent parfois que très peu de poils orange visibles, ce qui rend alors la distinction difficile.
L’écaille de tortue peut aussi apparaître dans les motifs colourpoints. La robe s'appelle alors tortie point.
Cette robe se présente chez les chats de gouttière comme chez les chats de race.

### Calico

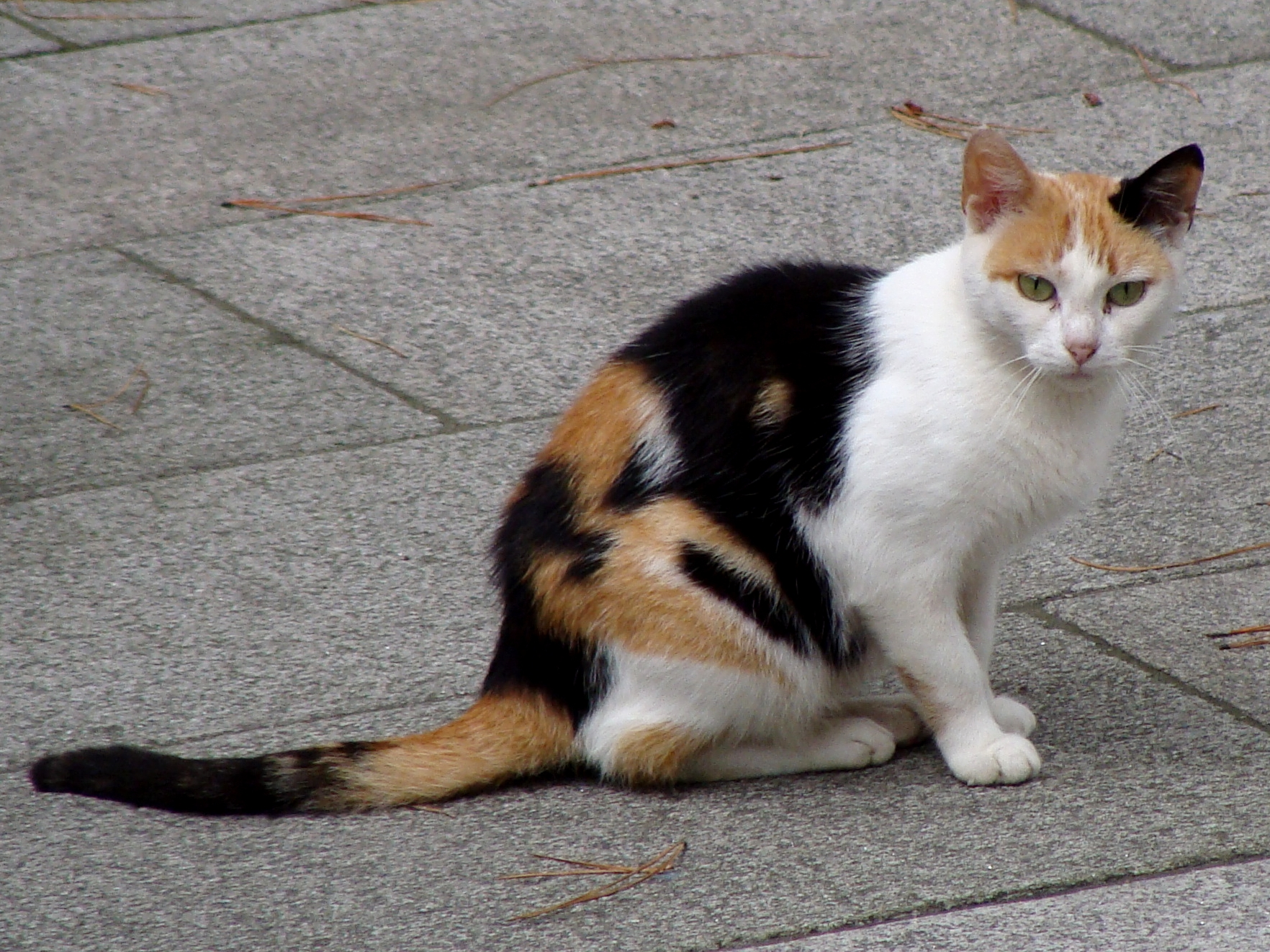
Calico, orange et noir.
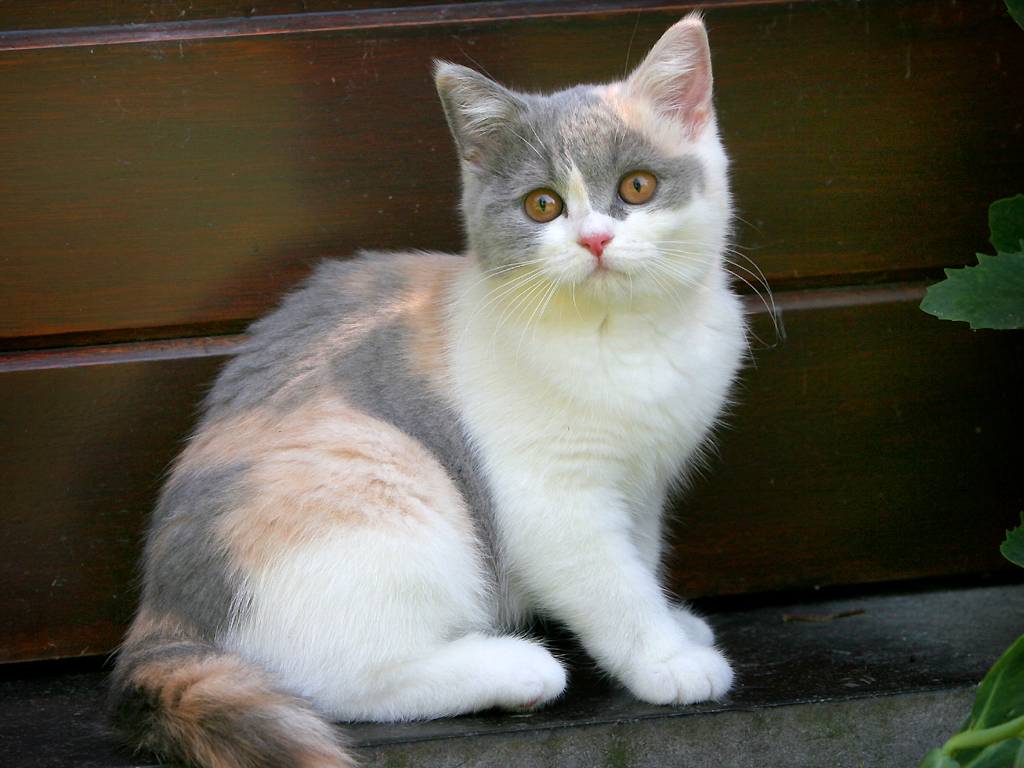
Calico dilué, crème et bleu.
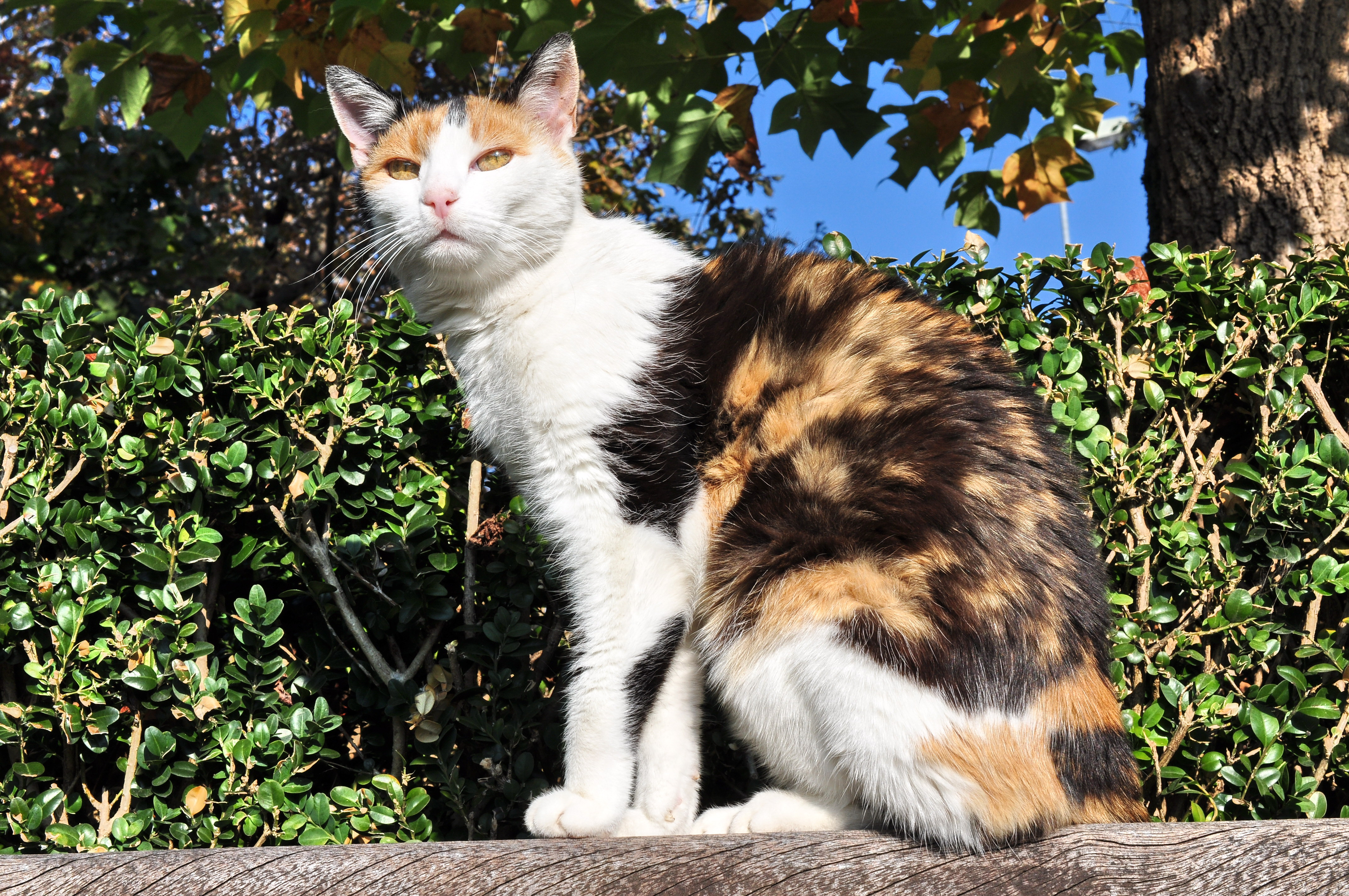
Calico et écaille.
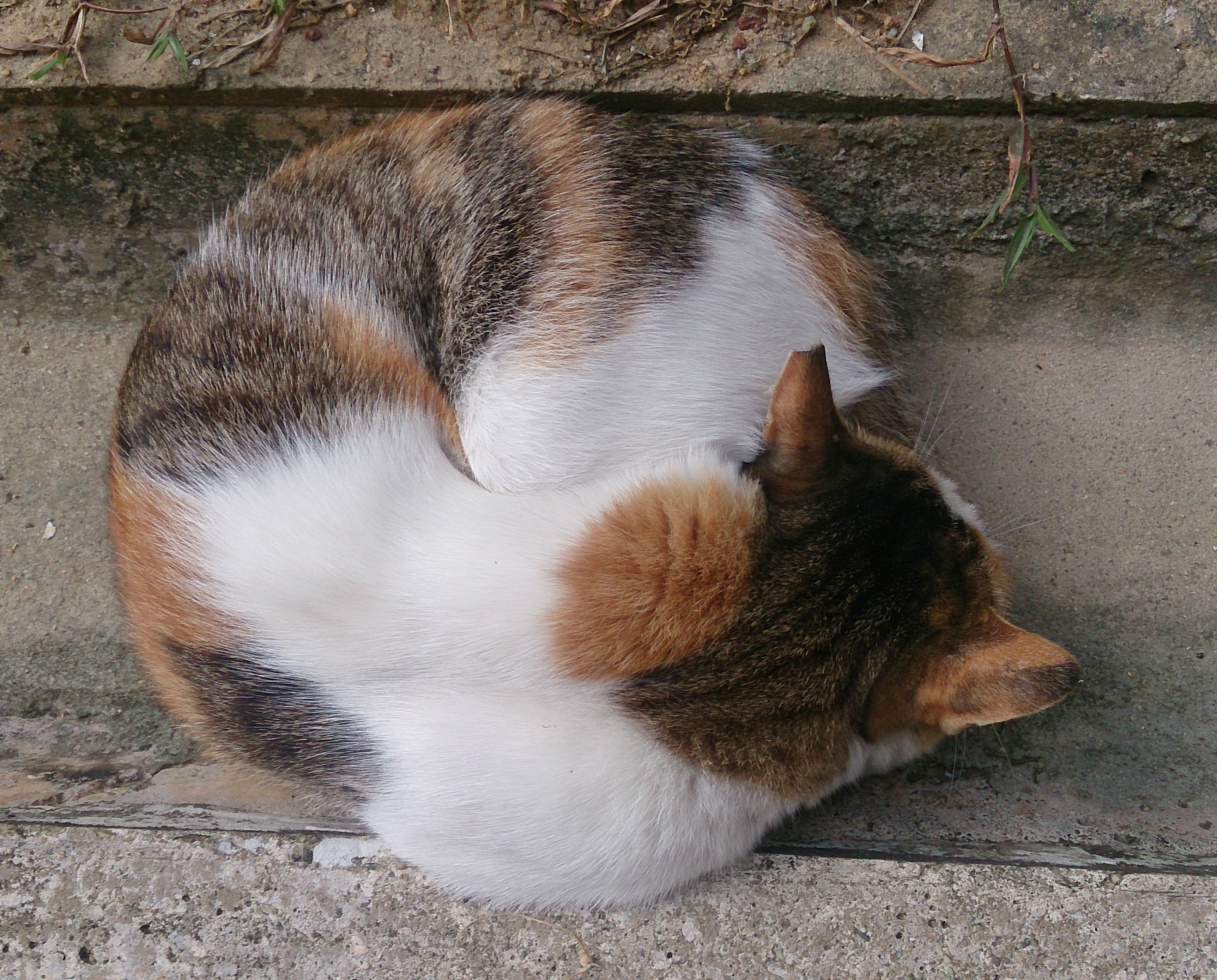
Calico et tabby.
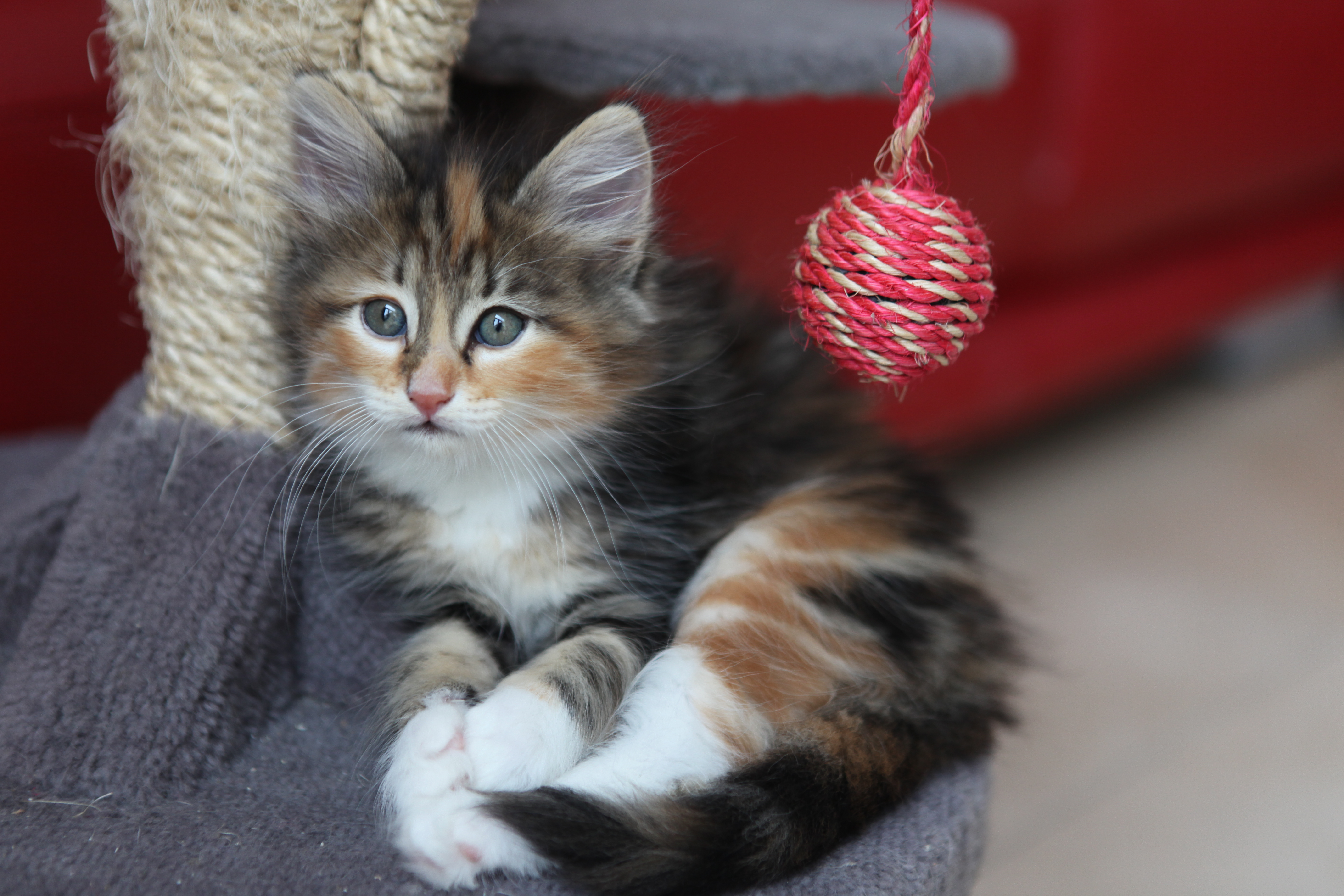
Calico torbie.

La robe tricolore (ou « calico », en anglais) est une robe écaille de tortue à laquelle s'ajoutent des taches blanches. Le gène « S », porté par un autosome (par exemple un chromosome non sexuel), détermine l'apparition de ces taches blanches.
Des dilutions du noir et du roux (bleu et crème) peuvent apparaître.
Il arrive également que les chattes calico présentent des marquages tabbies. Seules les femelles peuvent présenter un pelage tricolore de ce type, en raison d'un phénomène génétique nommé inactivation du chromosome X sur la paire de chromosomes sexuels. Voir section suivante pour plus de détails.

## Génétique

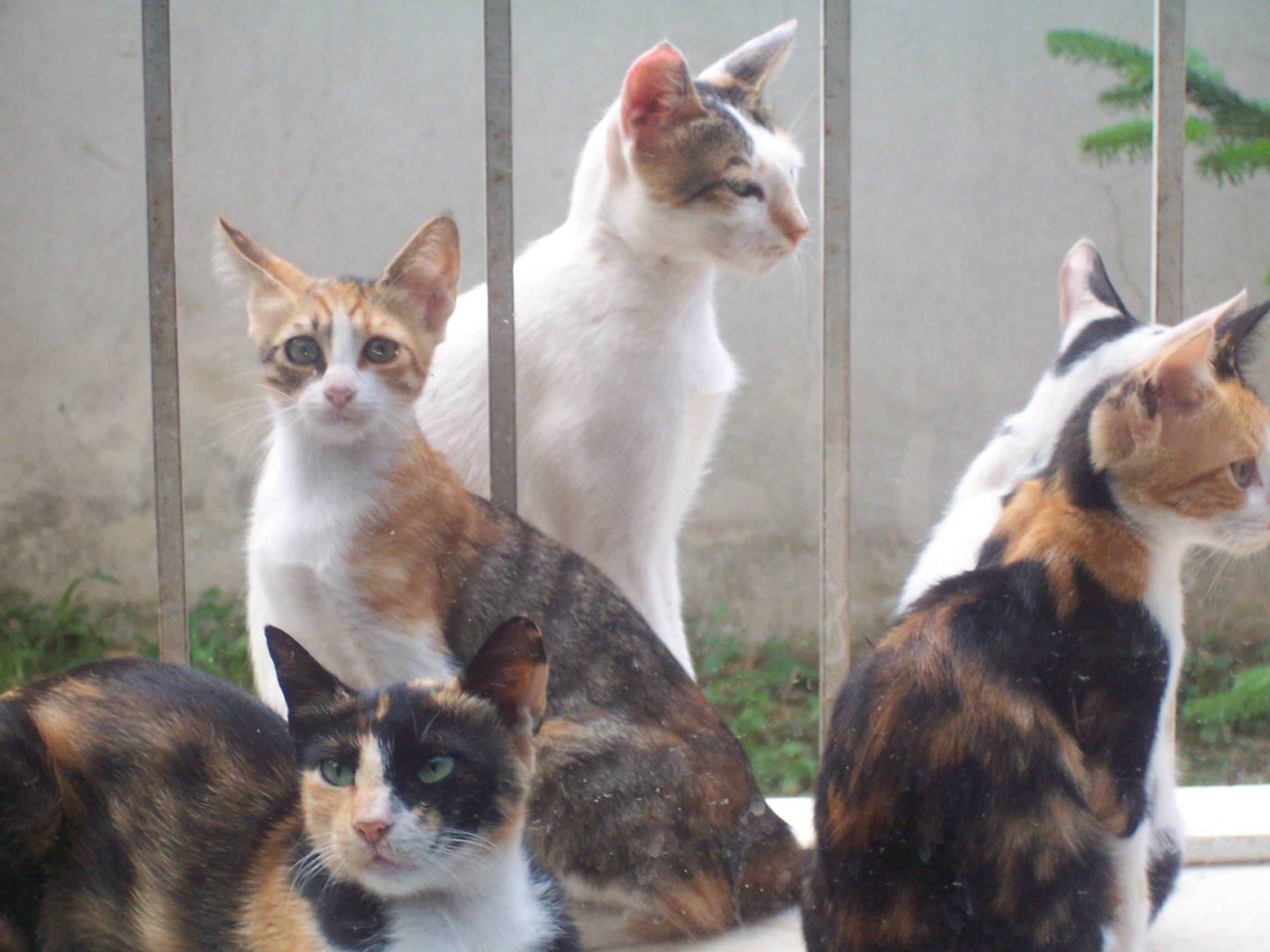
Divers exemples de robes calico avec des motifs écaille de tortue ou tabby (rayé).

La couleur de la robe des chats résulte d’influences génétiques complexes. Un des gènes entrant en compte porte deux allèles : l’allèle orange « O » qui est la forme dominante (XO) et qui produit une fourrure rousse, et l'allèle non-orange « o » qui est la forme récessive (Xo). Le gène orange influence l'expression des gènes noir et agouti, il est épistatique sur ces deux gènes. L'allèle O masque l'effet du gène noir, alors que l'allèle o n'aura pas d'effet sur ce locus.
La présence des plages de couleurs résulte de l’inactivation d'un des deux chromosomes X dans le corpuscule de Barr, alors que l'embryon ne comporte que quelques centaines de cellules. La condensation du chromosome se transmet ultérieurement à la lignée cellulaire, qui se manifestera par une plage de couleur sur le pelage, la teinte observée dépendant du chromosome X originellement éteint.

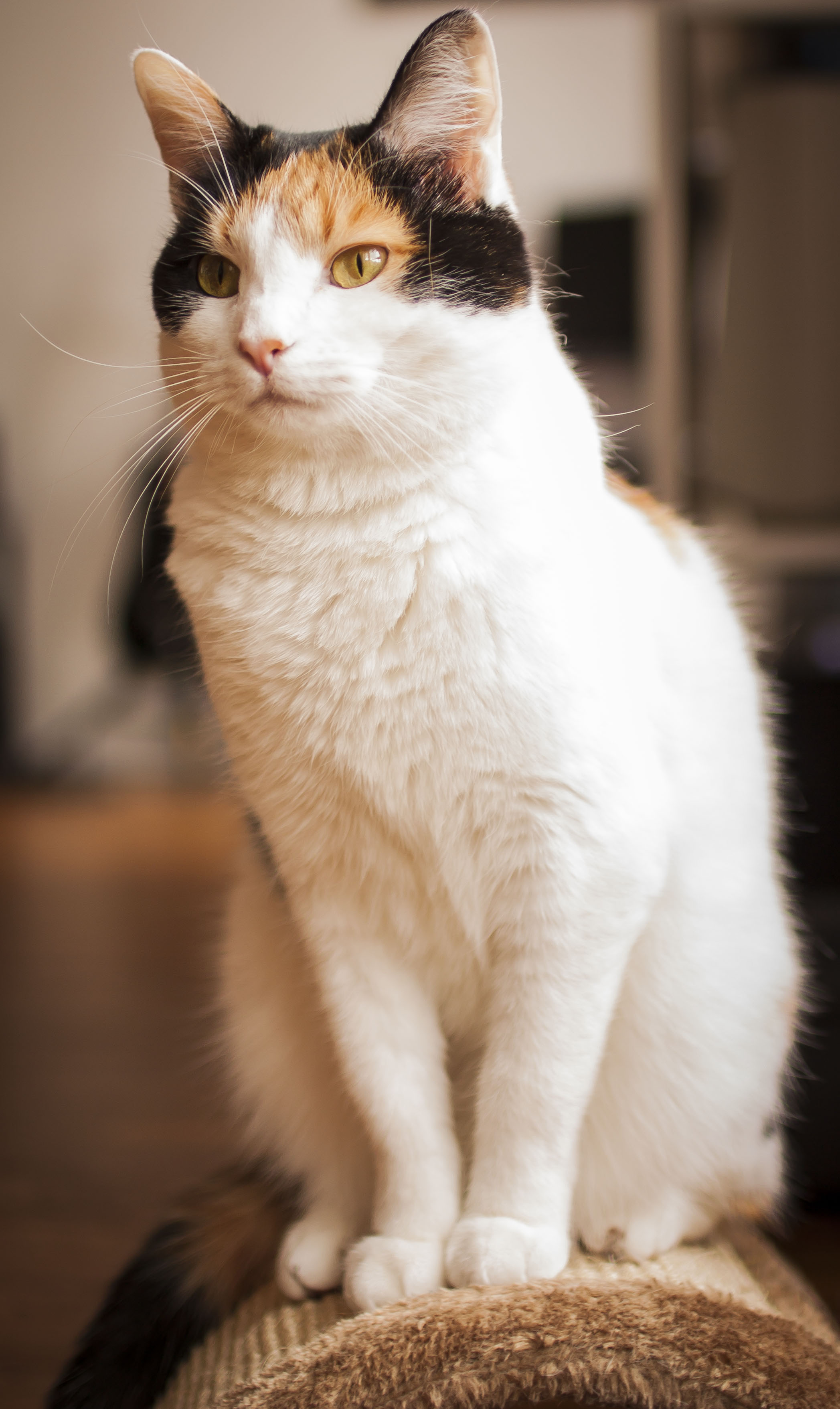
Chatte Calico, les taches sont bien séparées et contrastées.

Le locus du gène orange est situé sur le chromosome X. Pour être écaille de tortue, un chat doit exprimer simultanément les deux allèles, O et o, qui sont les deux versions du même gène, situées au même endroit du chromosome X. Les mâles ne peuvent donc pas être concernés puisqu’ils ne possèdent qu’un seul chromosome X, donc un seul allèle. Et de fait, seulement un chat écaille de tortue sur trois mille est un mâle (estimation).
Par conséquent, les chats mâles qui présentent une telle robe sont porteurs d'une anomalie chromosomique : celle-ci semble être une anomalie de nombre (ou aneuploïdie), avec un ou plusieurs chromosomes X surnuméraires (ou syndrome de Klinefelter). Cette anomalie, bien connue chez d'autres espèces et notamment l'homme, se traduit par des désordres du développement sexuel, de sorte que les animaux qui en sont porteurs peuvent être stériles. Cependant, une proportion non négligeable de chats mâles écaille de tortue a engendré une nombreuse progéniture (trois sur quatorze chats dans une étude, dix sur trente-huit dans une autre), parmi laquelle certains mâles étaient eux-mêmes de couleur écaille de tortue. On pense[Qui ?] aujourd'hui que ces individus sont des mosaïques ou des chimères 39,XXY/38,XY, possédant donc une proportion plus ou moins importante de cellules normales, ce qui expliquerait leur fertilité.